# Bote salvavidas

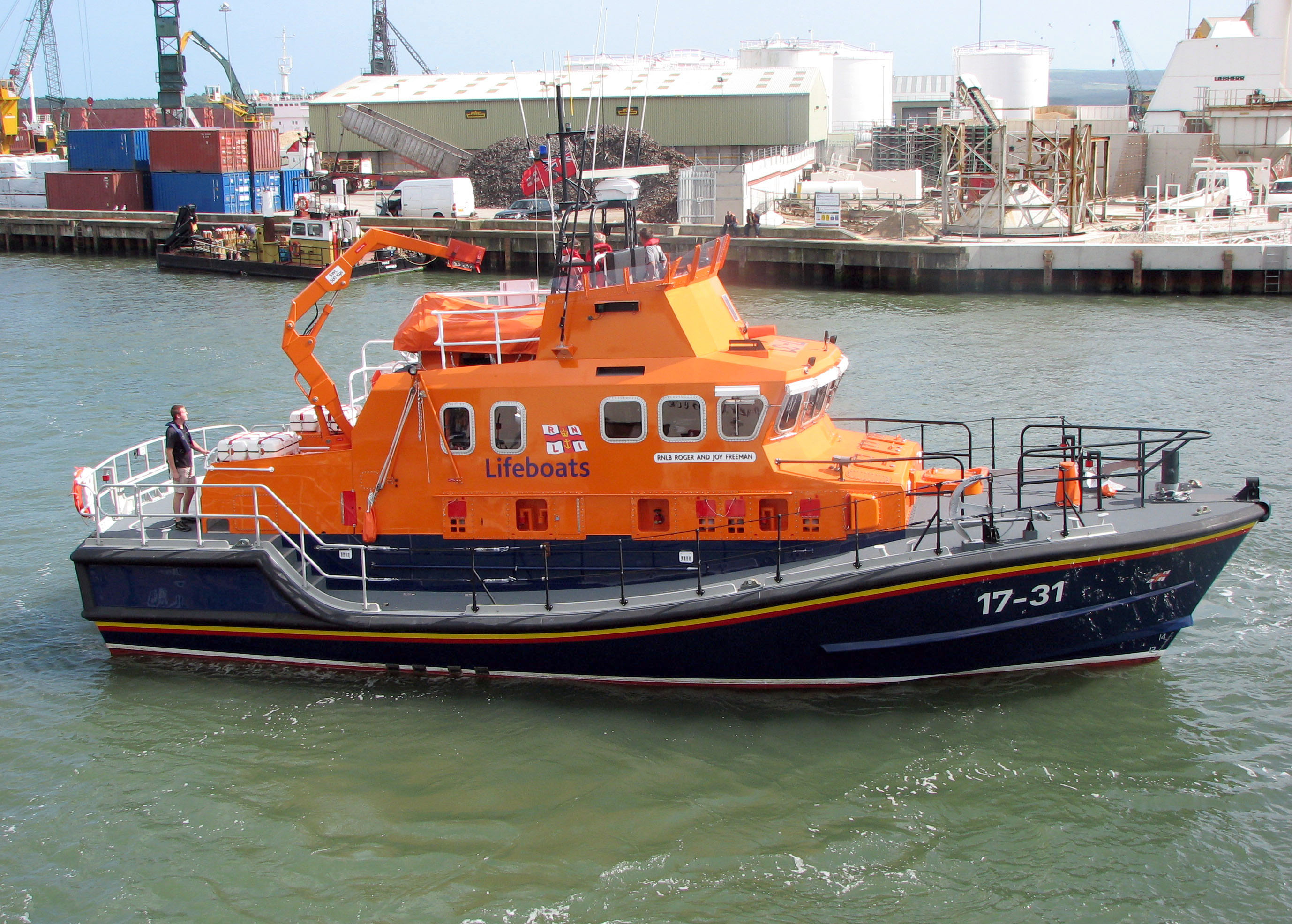
Bote salvavidas clase Severn en Poole Harbour, Dorset, Inglaterra, el mayor tipo de bote salvavidas británico, con 17 m de eslora.

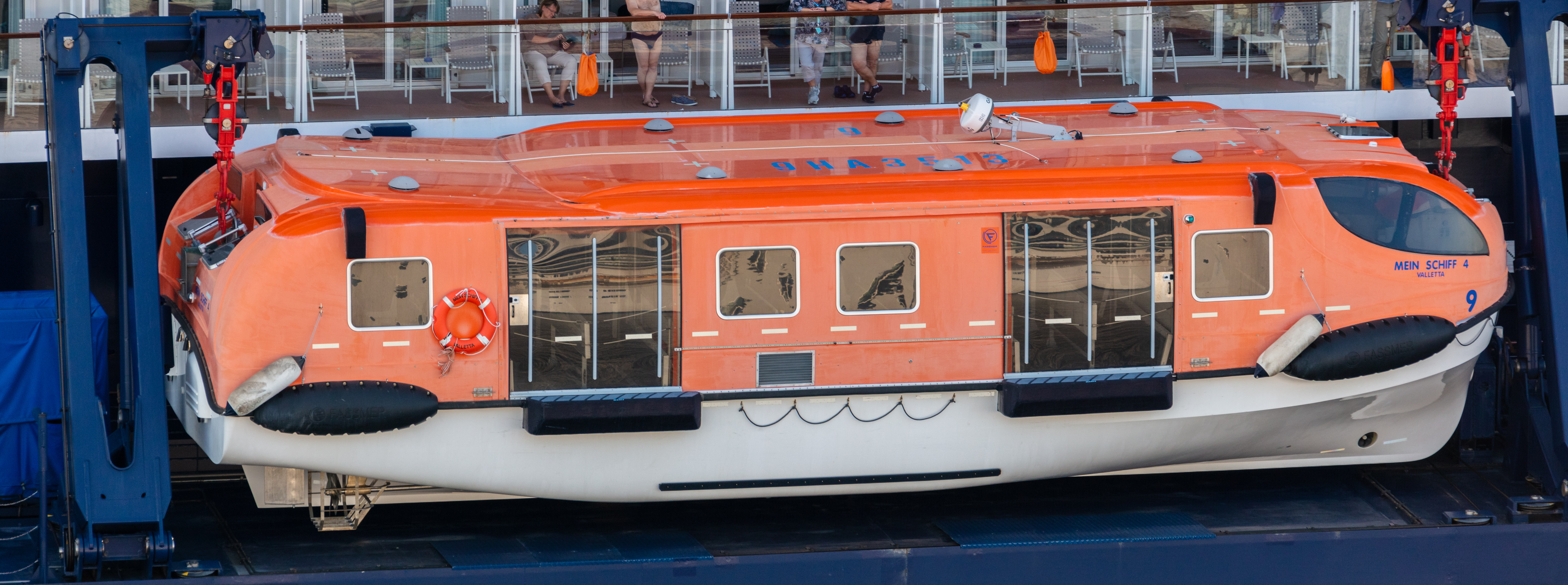
Bote salvavidas en un barco de cruceros.

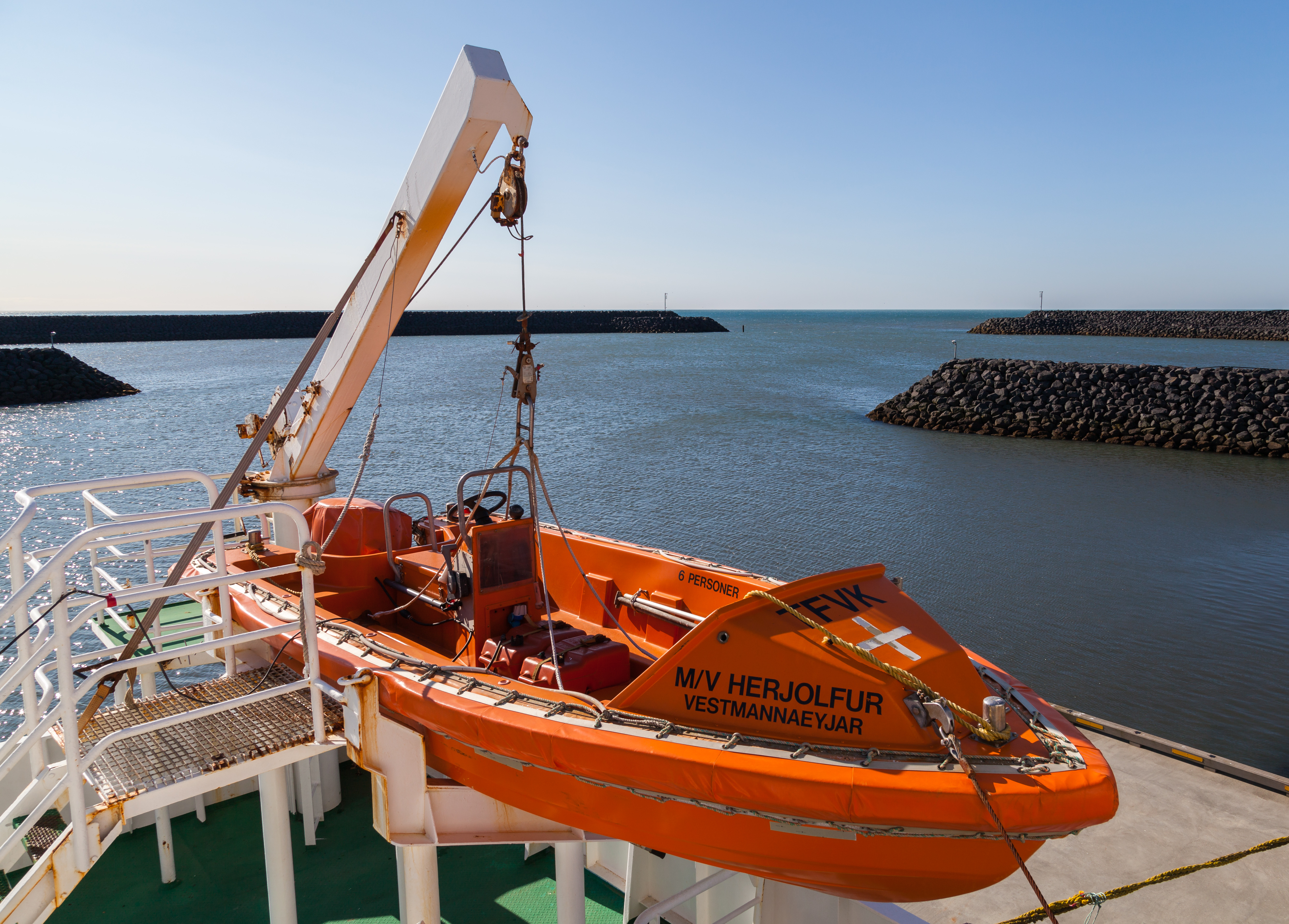
Bote salvavidas del ferry Herjólfur, Suðurland, Islandia.

Un bote salvavidas es un bote rígido o inflable diseñado para salvar las vidas de las personas en caso de contingencias en el mar. El término se aplica tanto a los botes que se mantienen en puerto o cerca de este, usados para auxiliar a un barco en apuros, así como a los botes portados por barcos mayores, que permiten al pasaje y la tripulación abandonar la embarcación en caso de emergencia.
El primer bote especializado en salvar vidas fue probado en el río Tyne en Reino Unido el 29 de enero de 1790. Tanto William Wouldhave, como Henry Greathead y Lionel Lukin afirmaron ser el inventor del mismo. Un ejemplo de un bote salvavidas primitivo es el Landguard Fort Lifeboat de 1821, diseñado por Richard Hall Gower.
Los botes salvavidas inflables pueden estar equipados con bombonas de dióxido de carbono o bombas mecánicas para facilitar su llenado. De esta forma, un mecanismo infla rápidamente el bote, al tiempo que lo libera del buque madre. Los aviones comerciales están obligados a portar botes salvavidas inflables en caso de un amerizaje de emergencia. También los hay para casos de emergencia en plataformas petrolíferas y similares.